# 도쿄도 제22구
도쿄도 제22구(東京都 第22区)는 일본의 중의원 선거구이다. 1994년 공직선거법으로 신설되었다.

## 지역
- 미타카시
- 조후시
- 고마에시
- 이나기시 일부